# 納拉伊夫卡 (斯拉武塔區)
50°28′50″N 26°48′22″E / 50.48056°N 26.80611°E
納拉伊夫卡（烏克蘭語：Нараївка），是烏克蘭西部的村莊，隸屬赫梅利尼茨基州的舍佩蒂夫卡區。該村始建於1602年，面積1.93平方公里，海拔高度228米，2001年人口381。